# 셰어웨어
셰어웨어(체험판, 보통 평가판, shareware, 문화어: 쉐어웨어, 후불쏘프트웨어, 지불프로그람)는 컴퓨터 소프트웨어의 마케팅 방식의 하나이다. 데모웨어(demoware), 평가 소프트웨어라고도 부른다. 셰어웨어 소프트웨어는 보통 인터넷에서 내려받거나 잡지에 포함된 디스크를 통해 무료로 제공된다. 사용자는 그 프로그램을 시험삼아 써 볼 수 있다. "구매하기 전에 한 번 써 보라"라는 뜻을 셰어웨어는 내포하고 있다. 셰어웨어 프로그램은 구매 요청 메시지를 보여 주며, 소프트웨어 배포 라이선스는 그러한 지불 방식을 요구하게 된다. 보통 이러한 소프트웨어는 사용 기간과 기능에 제약이 있다.

## 종류

### 애드웨어
애드웨어(adware)는 광고의 지원을 받는 소프트웨어(advertising-supported software)의 준말로, 개발자의 소득 창출을 목적으로 자동으로 광고를 렌더링하는 소프트웨어 패키지이다.

### 트라이얼웨어
트라이얼웨어는 시간 제한이 내장되어 있는 경우가 보통이다. 사용자는 시험 기간이 끝나는 날까지 프로그램의 모든 기능을 시험해볼 수 있으며 이후 사용자가 라이선스 비용을 지불하여 프로그램을 언락하기 위한 등록 코드를 받지 않는다면 대부분의 기능이 감소된 상태(프리미엄, 네그웨어, 크리플웨어)로 되돌아간다. 트라이얼웨어는 온라인 SaaS의 규범이 된다.

### 내그웨어
내그웨어는 사용자가 라이선스를 구매할 것을 상기시키도록 하는 소프트웨어이다. 사용자가 프로그램을 시작할 때 팝업 메시지를 띄우거나 사용자가 애플리케이션을 사용하는 도중에 즉시 표시되는 것이 보통이다.

## 역사
1982년에 Andrew Fluegelman은 전자 통신 프로그램인 PC 토크라는 이름의 IBM PC용 프로그램을 만들었다. 이때 그는 프리웨어(freeware)라는 용어를 사용하였다. 동시에, Jim Knopf는 사용자 지원 소프트웨어(user-supported software)라고 불리는 데이터베이스 프로그램인 PC 파일을 공개하였다. 얼마 지나지 않아, Bob Wallace는 셰어웨어(shareware)라고 불리는 워드 프로세서인 PC 라이트를 만들었다.
1984년에 소프트토크 PC 잡지는 이러한 소프트웨어애 대해 "The Public Library"라는 칼럼을 올렸다. 퍼블릭 도메인은 셰어웨어의 잘못된 이름이며, 프리웨어는 Fluegelman에 의해 상표가 등록되었으며 다른 사용자들에 의해 법적으로 사용될 수 없고, 사용자 지원 소프트웨어는 너무나 불편한 이름이었다. 이리하여 잡지 기고가 넬슨 포드는 더 좋은 이름을 찾기 위해 콘테스트를 열었다.
제안된 것으로 가장 잘 알려진 이름은 Wallace가 사용하였던 셰어웨어였다. 그러나 Wallace는 그가 1970년대에 인포월드 잡지 칼럼에 이 용어를 사용한 바 있다는 것과 그가 이 이름을 상표화되지 않은 일반 이름으로 생각했다는 것을 인정하였다. 그리하여 프리웨어와 사용자 지원 소프트웨어라는 이름이 확정되었다.
Fluegelman, Knopf, 그리고 Wallace는 "실용적인 소프트웨어 마케팅 방식"으로서 셰어웨어라는 낱말을 분명하게 확립하였다. 셰어웨어 모델을 통해, Button, Fluegelman, Wallace는 백만장자가 되었다.
1980년대 말과 1990년대 초에 셰어웨어 소프트웨어는 전 세계적으로 최대 수천 가지의 퍼블릭 도메인과 셰어웨어 프로그램을 생산하는 상용 셰어웨어 배포사에 의해 전자 게시판을 통해, 또 디스켓이나 CD-ROM을 통해 널리 배포되었다.
인터넷이 보편화됨에 따라, 사용자들은 배송비나 디스크 비용을 내지 않고도, 또 전자 게시판과 셰어웨어 디스크 배포사를 직접적으로 통하지 않고서도 셰어웨어 프로그램을 내려받을 수 있게 되었다. 셰어웨어 라이브러리 온라인뿐 아니라, 프로그램 제작자들은 사람들이 프로그램에 대해 배우고 최신 버전을 내려 받을 수 있도록 하며 소프트웨어를 온라인으로 구매할 수 있게 하는 저만의 웹사이트를 사용하였다.

## 같이 보기
- 프리웨어
- 내그웨어